# Eulophia densiflora
Eulophia densiflora är en orkidéart som beskrevs av John Lindley. Eulophia densiflora ingår i släktet Eulophia och familjen orkidéer. Inga underarter finns listade i Catalogue of Life.